# Альхімія-де-Альмонасід

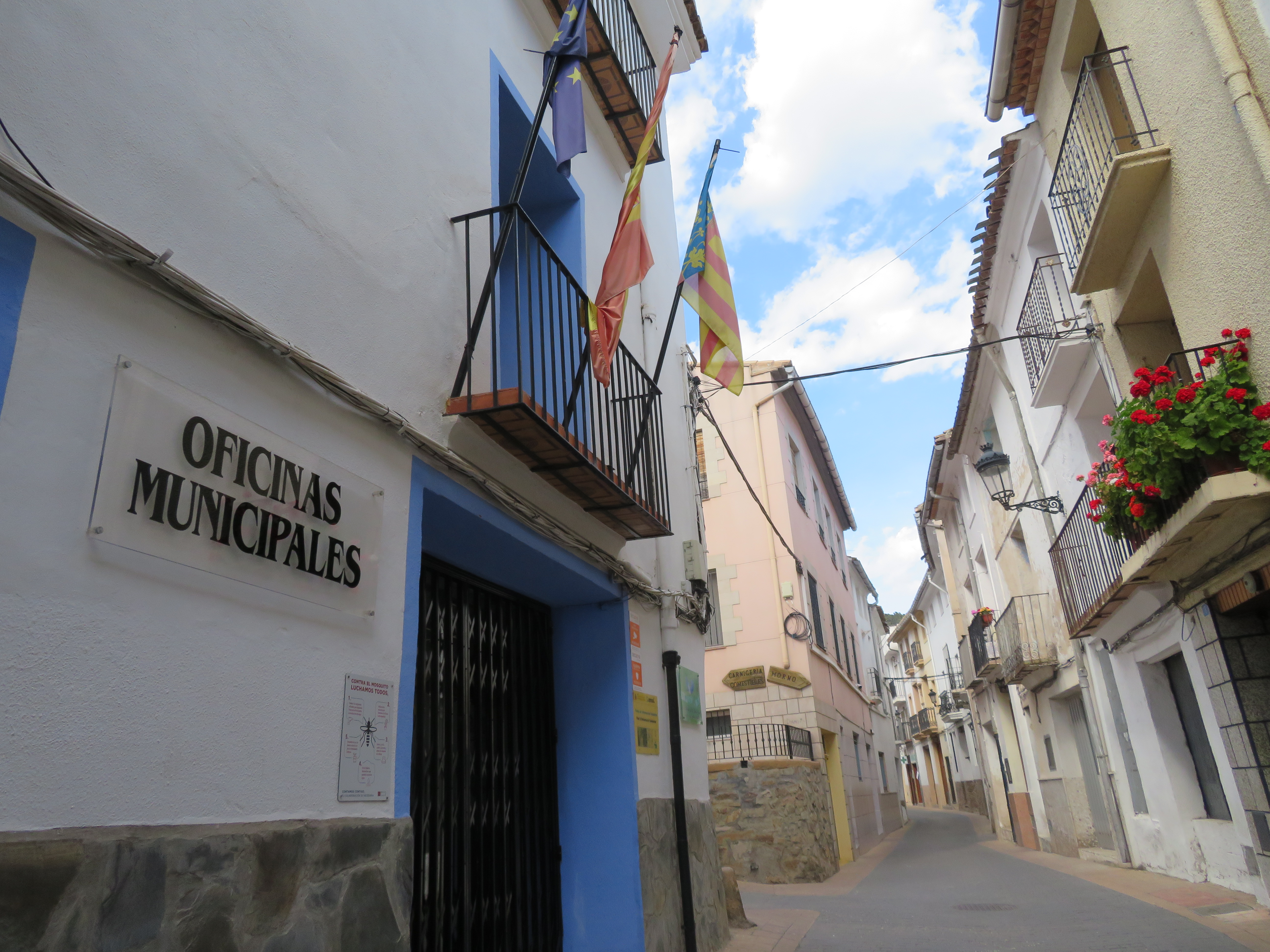
Альхімія-де-Альмонасід, Алджимія-д'Алмонезір (ісп. Algimia de Almonacid (офіційна назва), валенс. Algímia d'Almonesir)

Альхімія-де-Альмонасід, Алджимія-д'Алмонезір (ісп. Algimia de Almonacid (офіційна назва), валенс. Algímia d'Almonesir) — муніципалітет в Іспанії, у складі автономної спільноти Валенсія, у провінції Кастельйон. Населення — 326 осіб (2010).

## Географія
Муніципалітет розташований на відстані близько 280 км на схід від Мадрида, 35 км на захід від міста Кастельйон-де-ла-Плана.

## Демографія
Динаміка населення (INE ):

## Галерея зображень

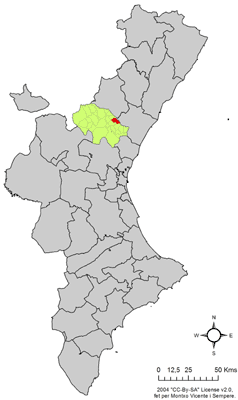
Розташування муніципалітету Альхімія-де-Альмонасід у автономній спільноті Валенсія
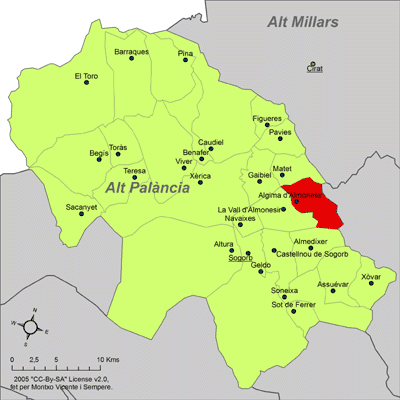
Розташування муніципалітету у комарці Альто-Палансія
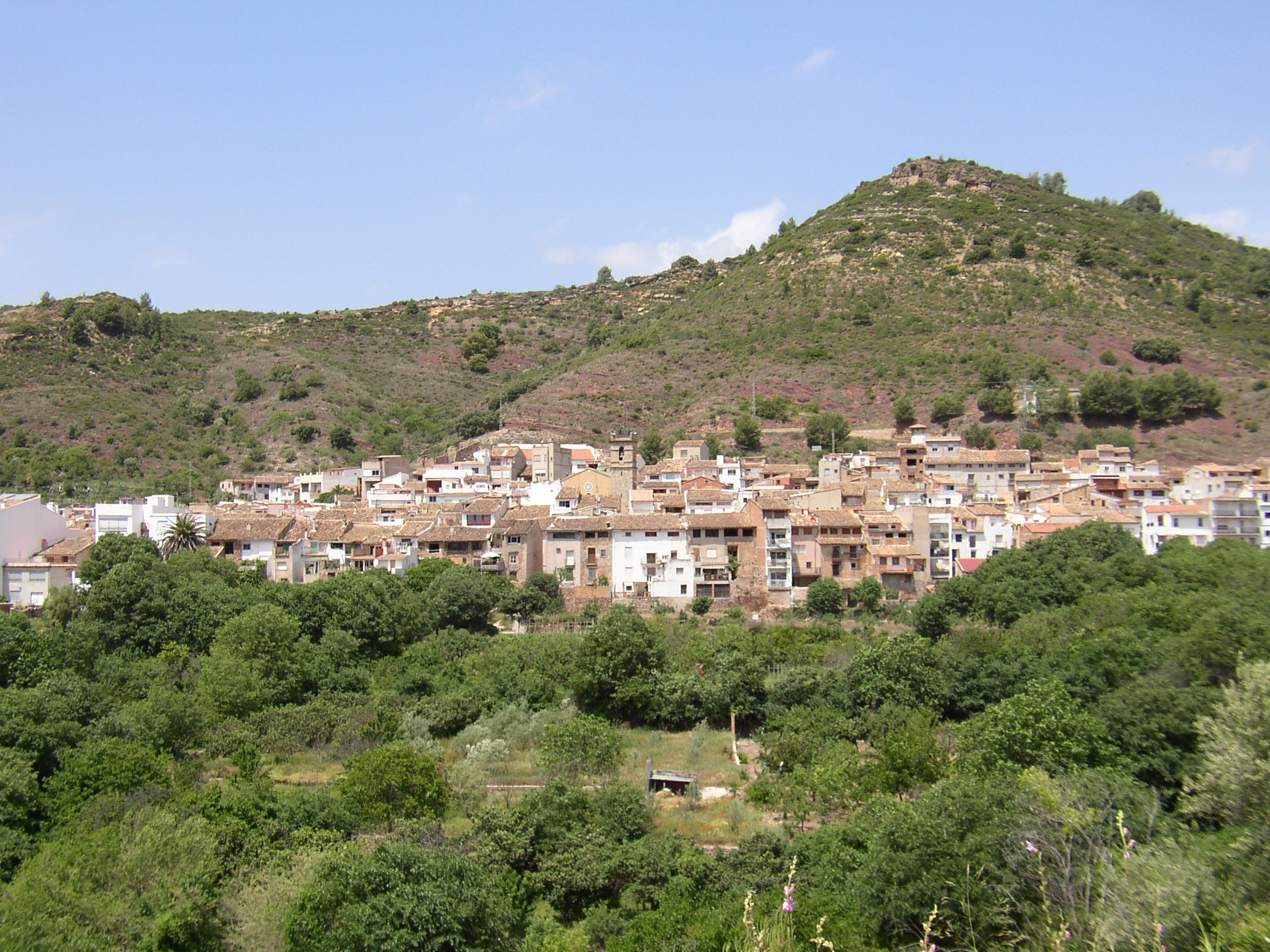
Альхімія-де-Альмонасід
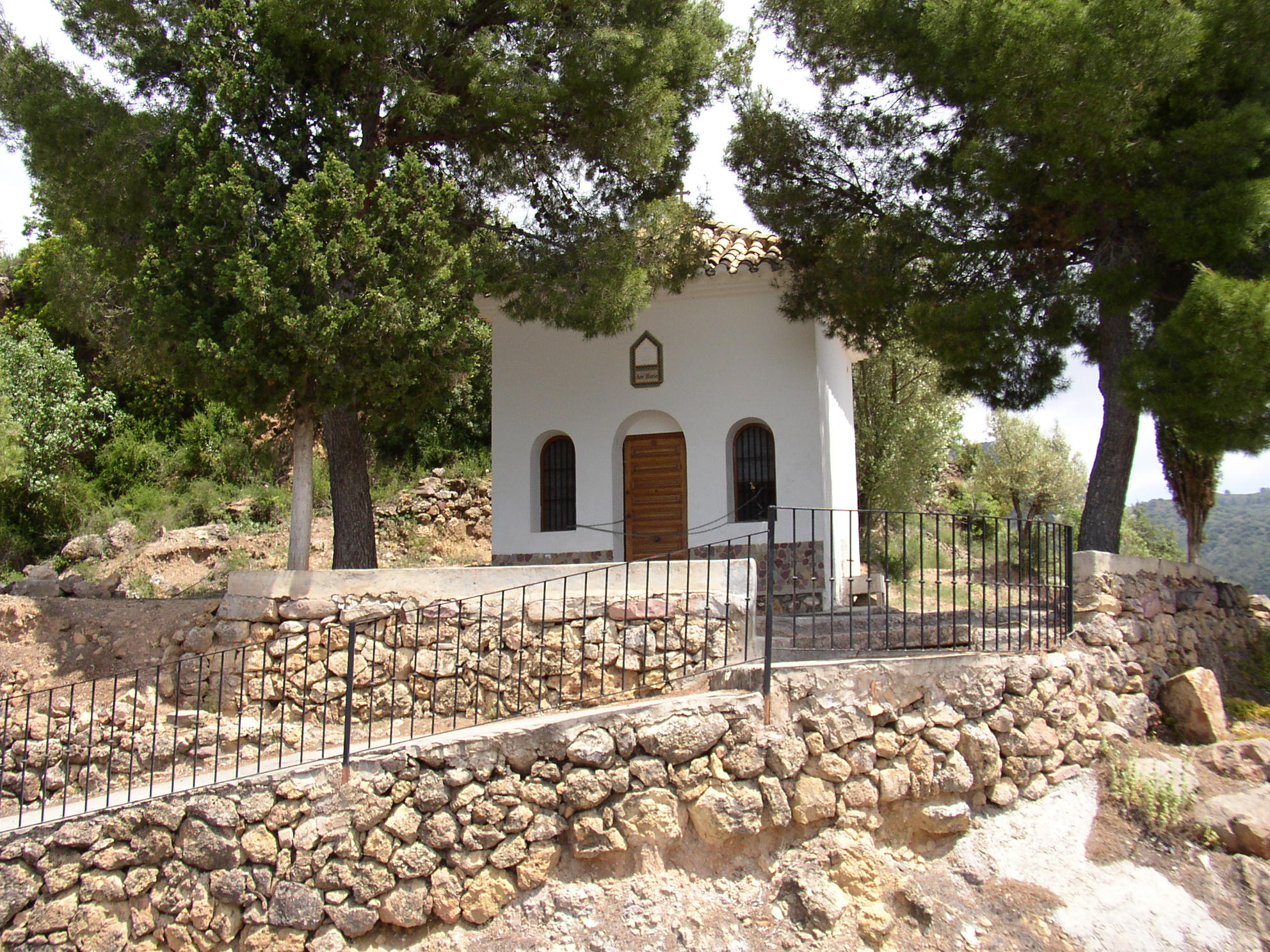
Каплиця